# Ierland op de Olympische Winterspelen 2002
Tijdens de Olympische Winterspelen van 2002, die in Salt Lake City (Verenigde Staten) werden gehouden, nam Ierland voor de derde keer deel.

## Deelnemers en resultaten
(m) = mannen, (v) = vrouwen 

### Alpineskiën
| Olympiër                        | Discipline       | Resultaat | Prestatie                          |
| ------------------------------- | ---------------- | --------- | ---------------------------------- |
| Paul Patrick Schwarzacher-Joyce | afdaling (m)     | 53e       | 1.54,42 (+15,29)                   |
| Paul Patrick Schwarzacher-Joyce | super g (m)      | 33e       | 1.31,30 (+9,72)                    |
| Paul Patrick Schwarzacher-Joyce | combinatie (m)   | dq-a      | diskwalificatie afdaling           |
| Tamsen McGarry                  | reuzenslalom (v) | 46e       | 2.56,09 (+26,08) — 1.29,18+1.26,91 |
| Tamsen McGarry                  | slalom (v)       | 35e       | 2.11,00 (+24,90) — 1.05,44+1.05,56 |

### Bobsleeën
| Olympiër                   | Discipline              | Resultaat | Prestatie                                       |
| -------------------------- | ----------------------- | --------- | ----------------------------------------------- |
| Peter Donohoe Paul Kiernan | 2-mansbob (m) Ierland I | 26e       | 3.14,47 (+4,36) (48,50 / 48,95 / 48,51 / 48,51) |

### Langlaufen
| Olympiër      | Discipline | Resultaat | Prestatie                    |
| ------------- | ---------- | --------- | ---------------------------- |
| Paul O'Connor | sprint (m) | 68e       | dnq, kwal.:4.33,82 (+1.43,8) |

### Skeleton
| Olympiër           | Discipline | Resultaat | Prestatie                     |
| ------------------ | ---------- | --------- | ----------------------------- |
| Clifton Wrottesley | mannen     | 4e        | 1.42,57 (+0,61) — 51,07+51,50 |

Amerikaanse Maagdeneilanden · Andorra · Argentinië · Armenië · Australië · Azerbeidzjan · België · Bermuda · Bosnië en Herzegovina · Brazilië · Bulgarije · Canada · Chili · China · Chinees Taipei · Costa Rica · Cyprus · Denemarken · Duitsland · Estland · Fiji · Finland · Frankrijk · Georgië · Griekenland · Groot-Brittannië · Hongarije · Hongkong · Ierland · IJsland · India · Iran · Israël · Italië · Jamaica · Japan · Joegoslavië · Kameroen · Kazachstan · Kenia · Kirgizië · Kroatië · Letland · Libanon · Liechtenstein · Litouwen · Macedonië · Mexico · Moldavië · Monaco · Mongolië · Nederland · Nepal · Nieuw-Zeeland · Noorwegen · Oekraïne · Oezbekistan · Oostenrijk · Polen · Roemenië · Rusland · San Marino · Slovenië · Slowakije · Spanje · Tadzjikistan · Thailand · Trinidad en Tobago · Tsjechië · Turkije · Venezuela · Verenigde Staten · Wit-Rusland · Zuid-Afrika · Zuid-Korea · Zweden · Zwitserland

Uitgesloten van deelname: Puerto Rico